# 奥格泰莱克国家公园
奥格泰莱克國家公園是匈牙利的國家公園，位於該國北部，由包爾紹德-奧包烏伊-曾普倫州負責管轄，始建於1985年，面積199平方公里，該國家公園在1995年被聯合國教科文組織列為世界遺產。

## 画廊

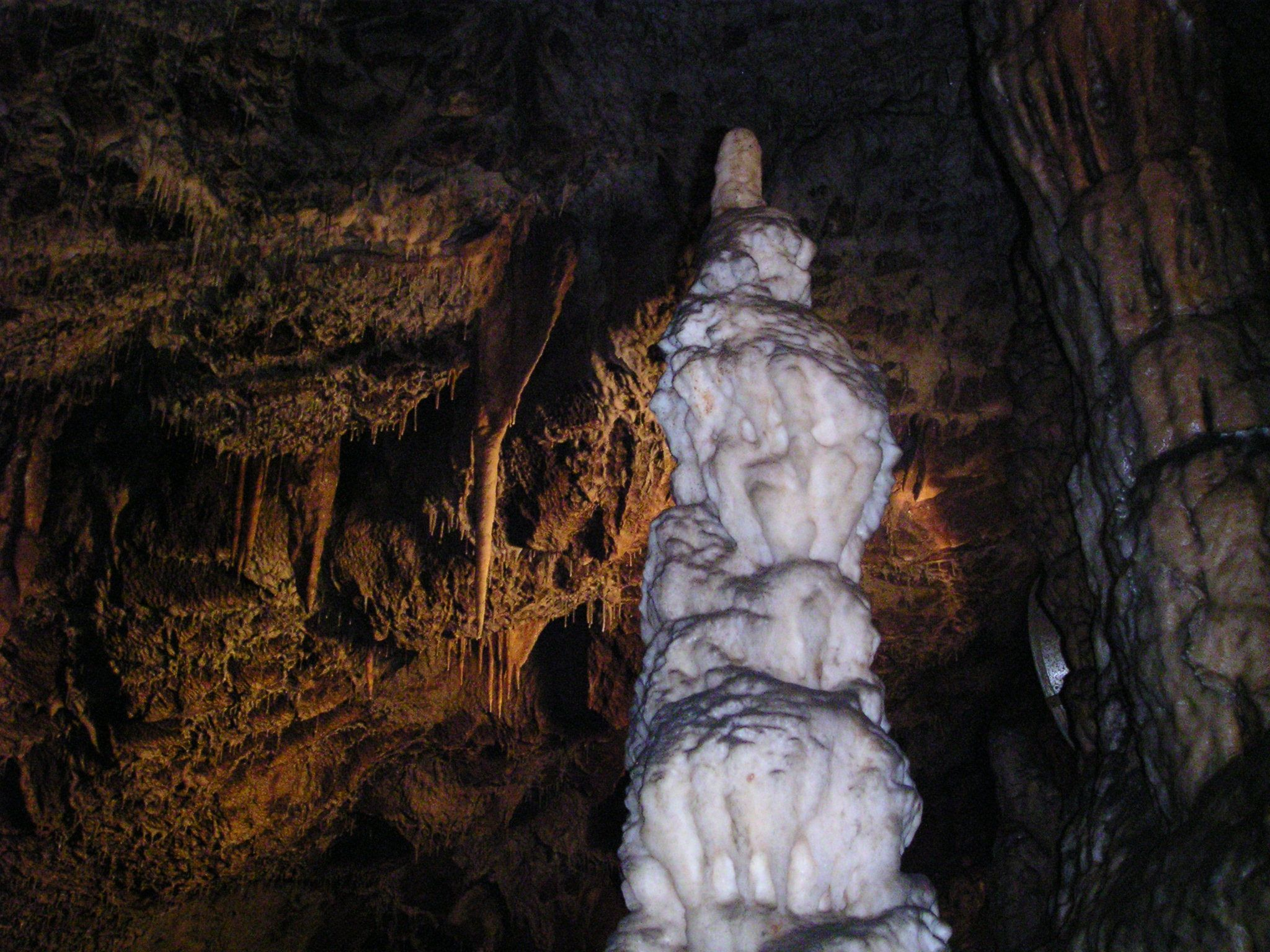
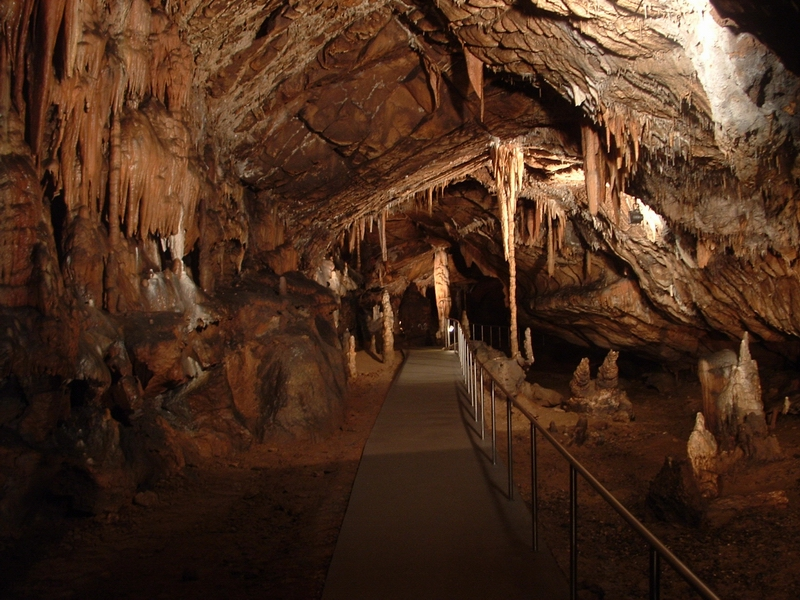
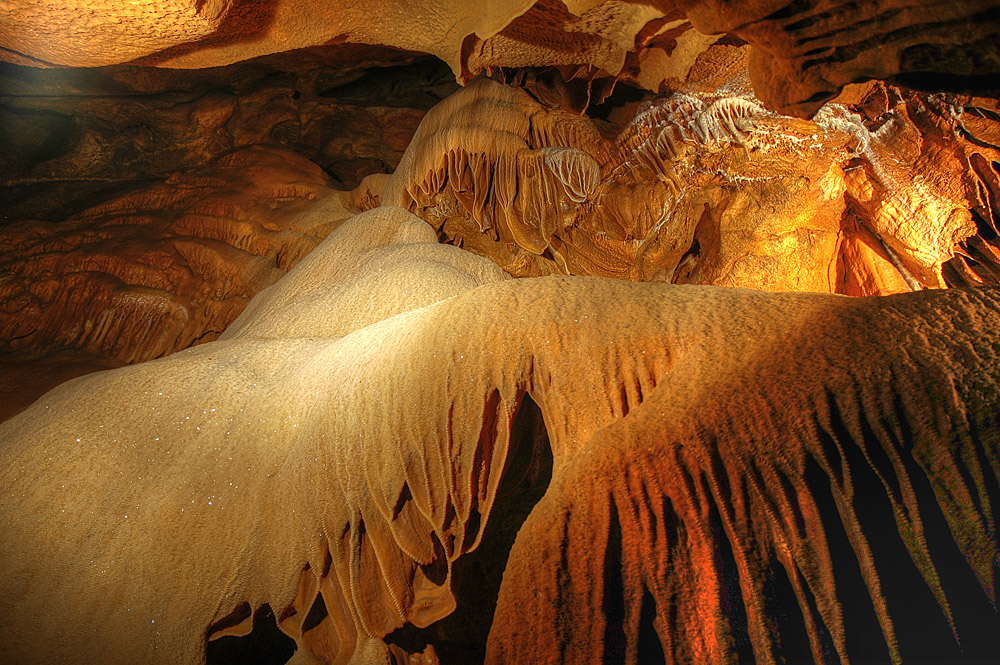
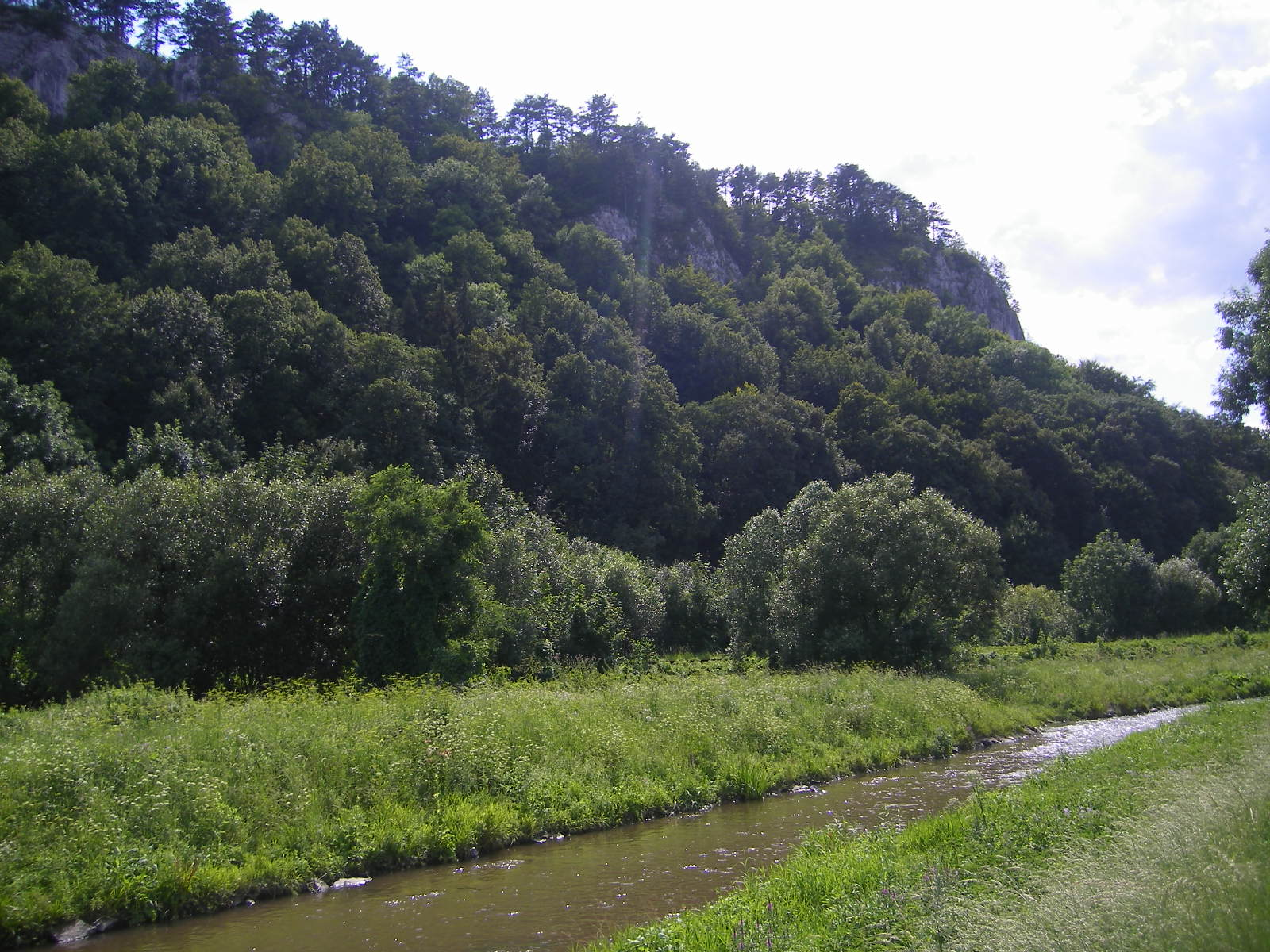
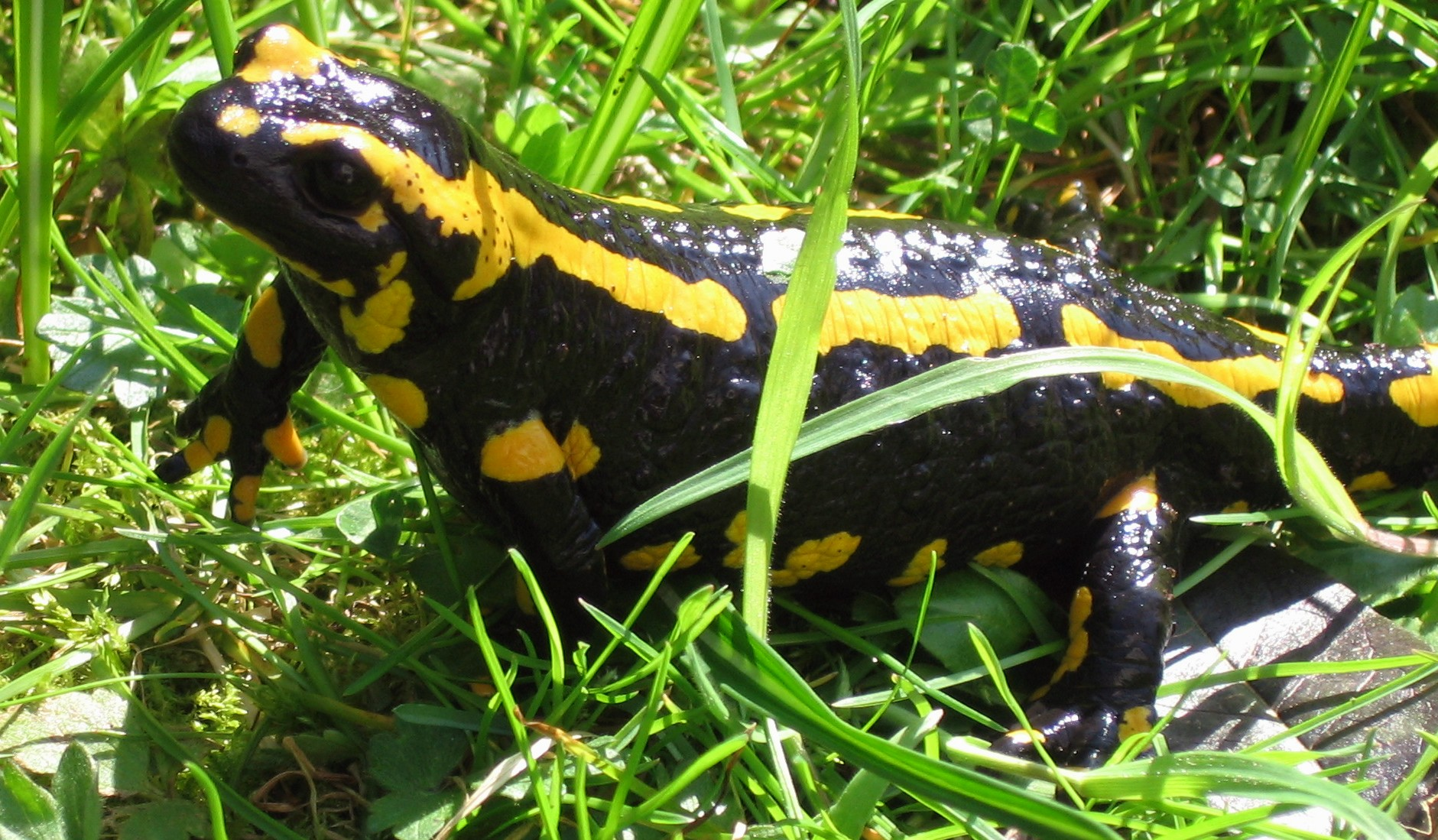
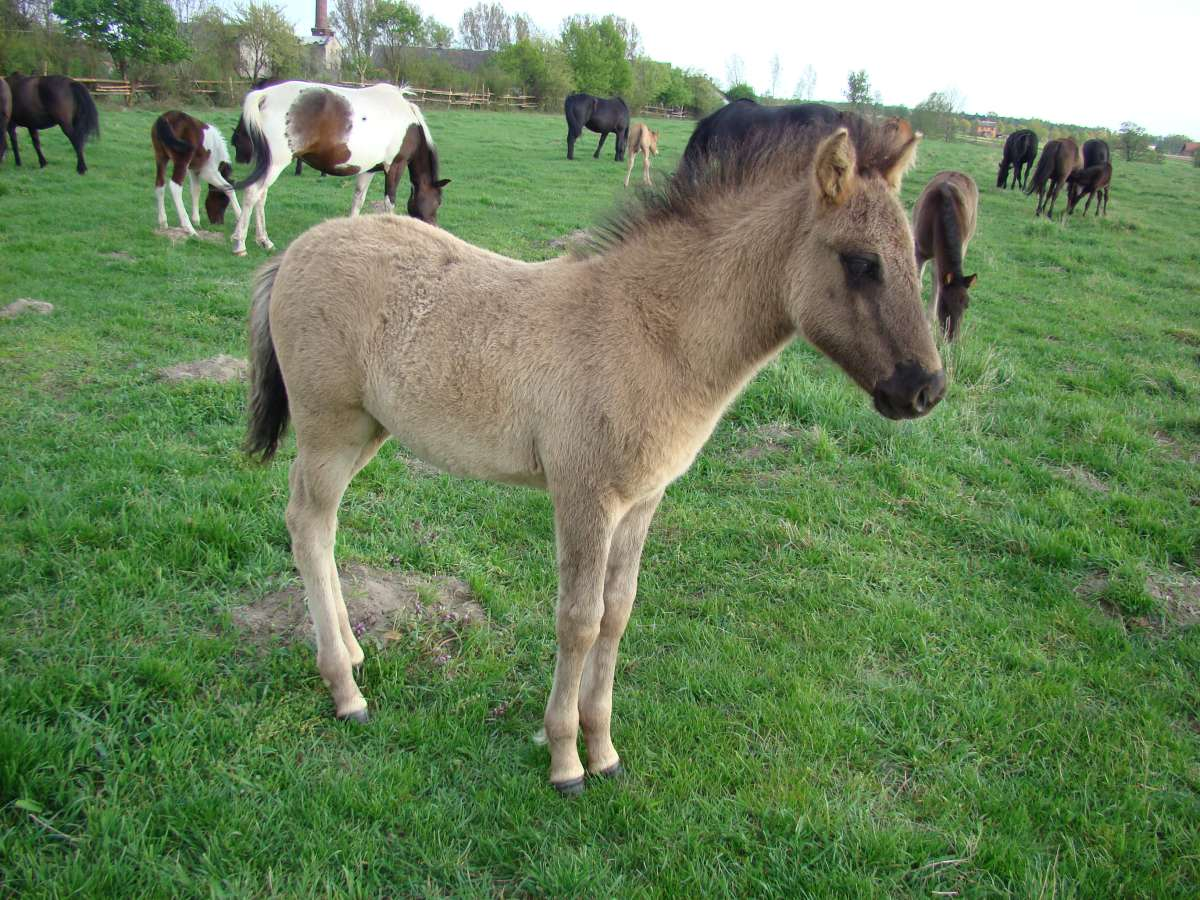
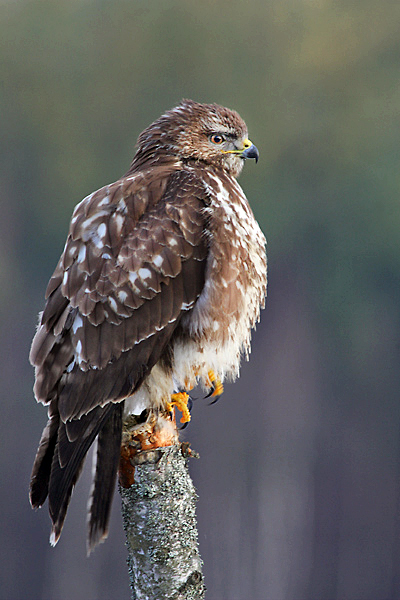
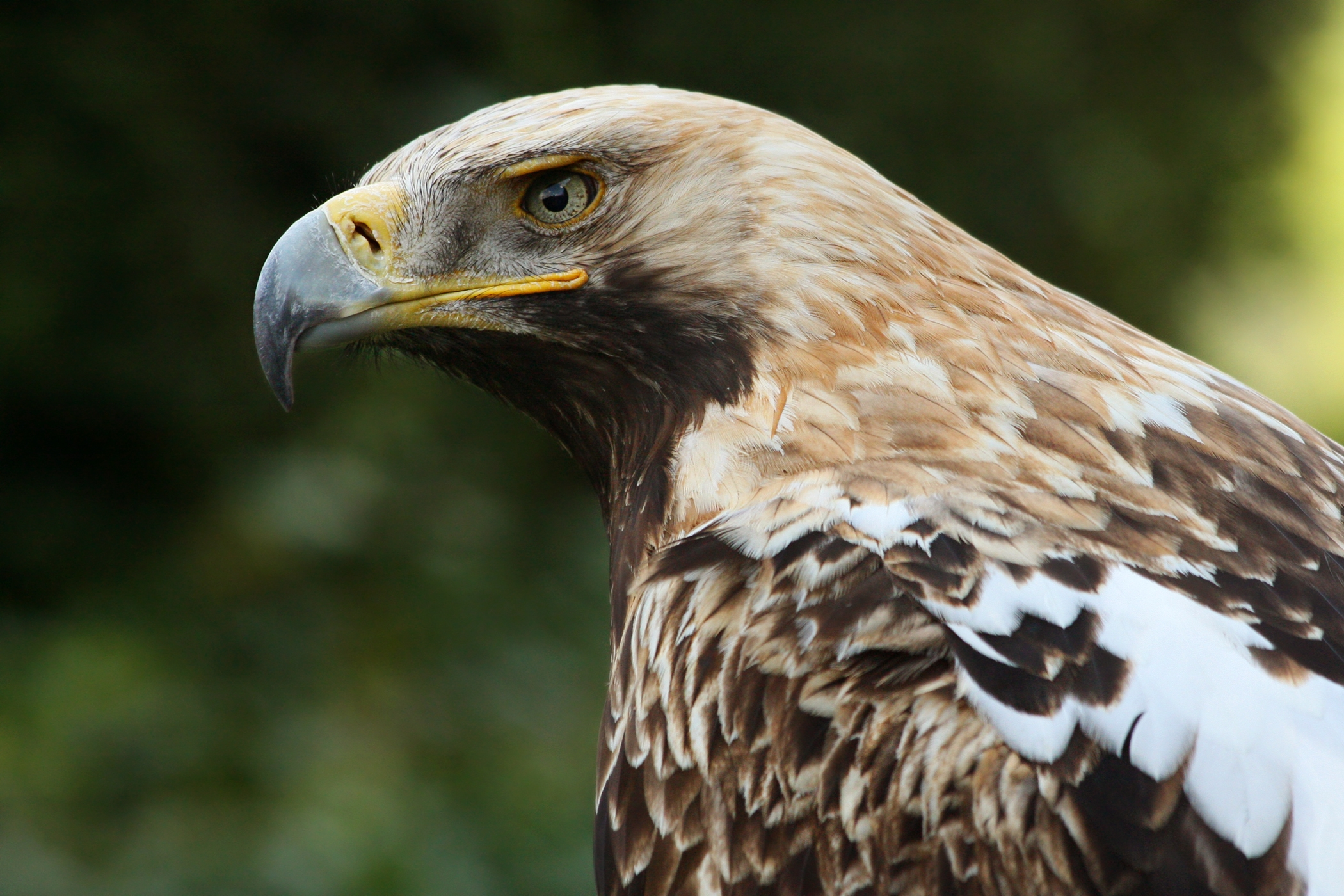
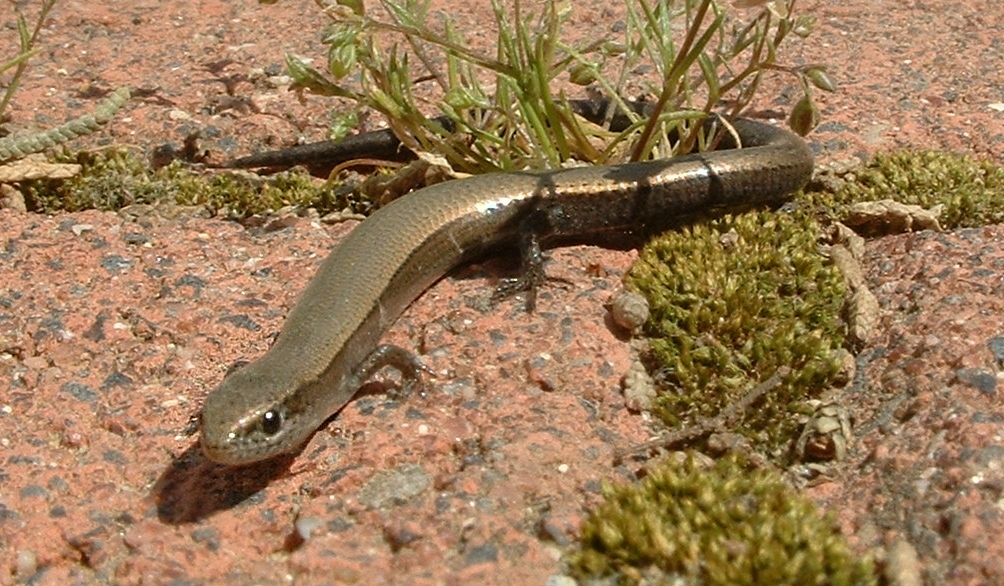
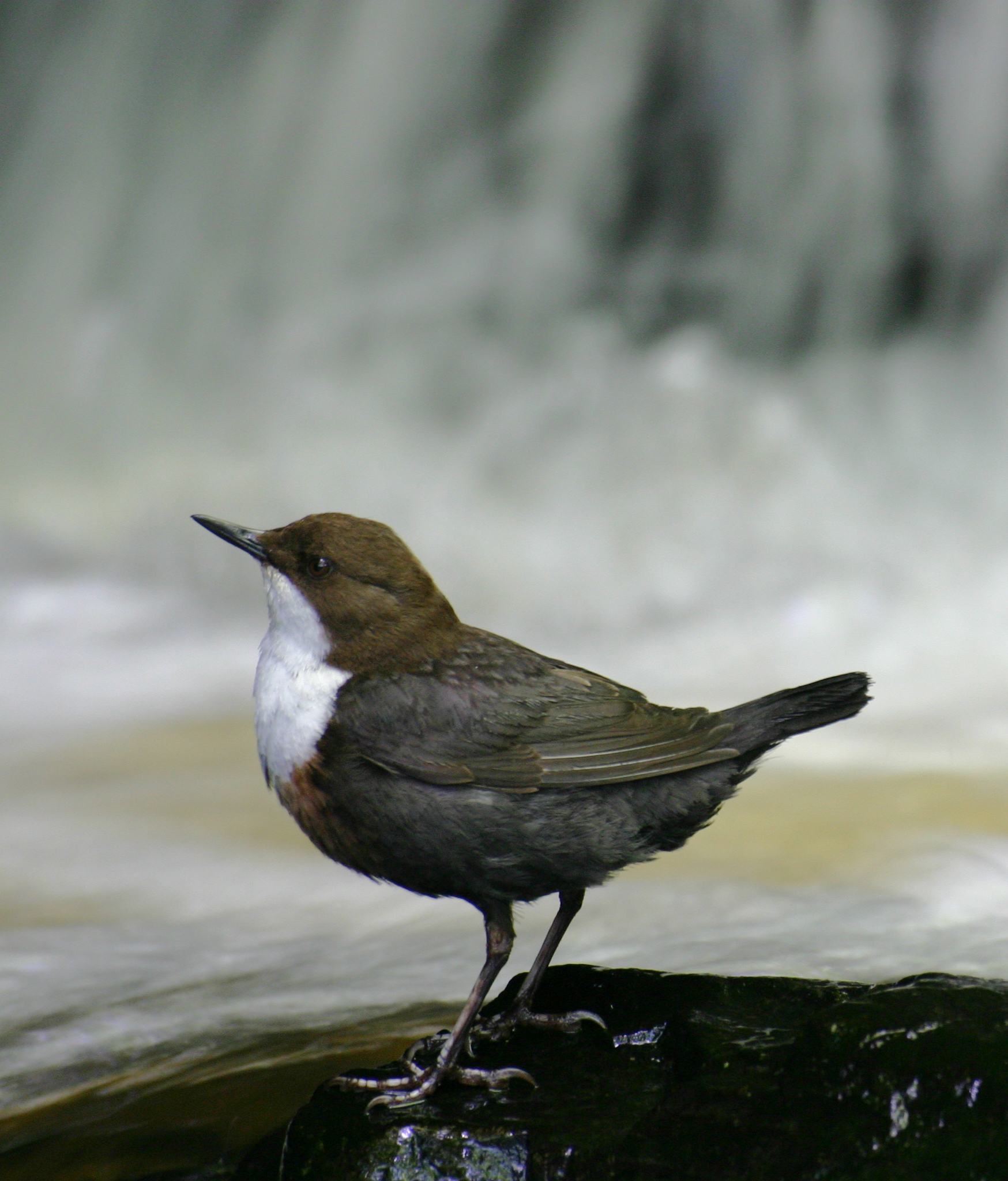
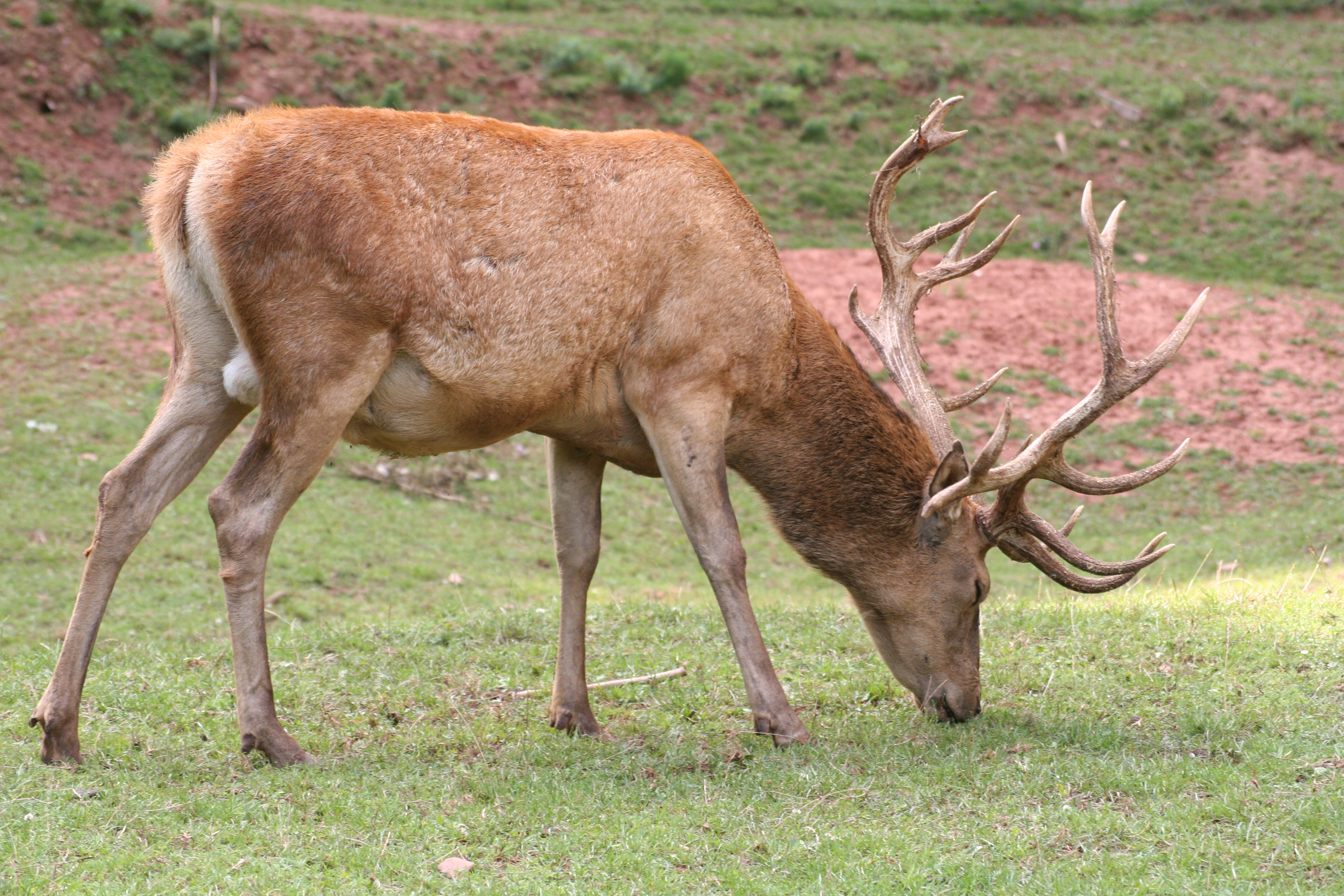
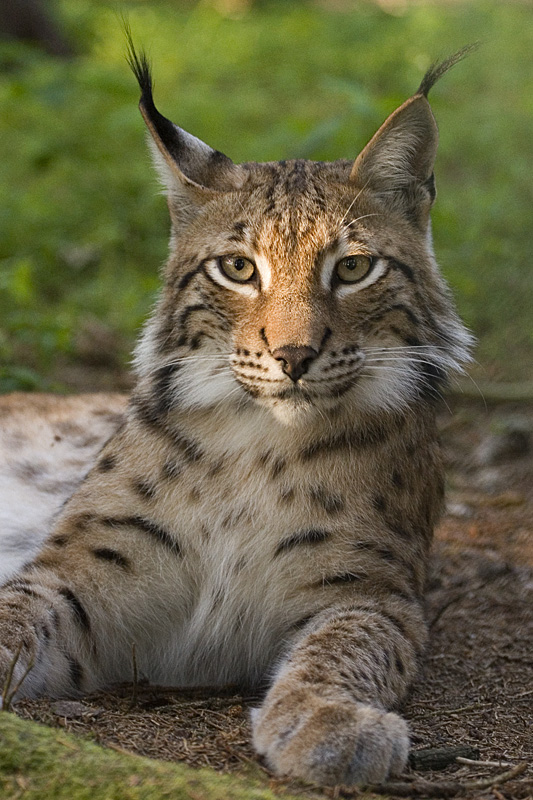
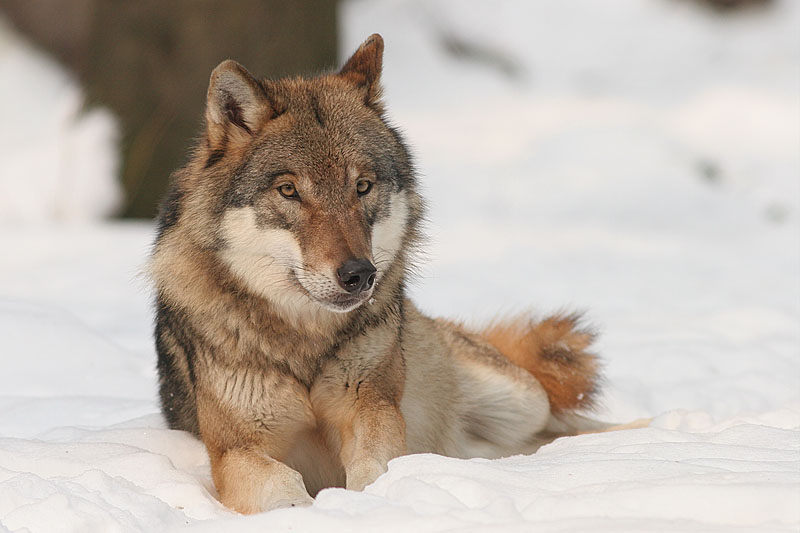
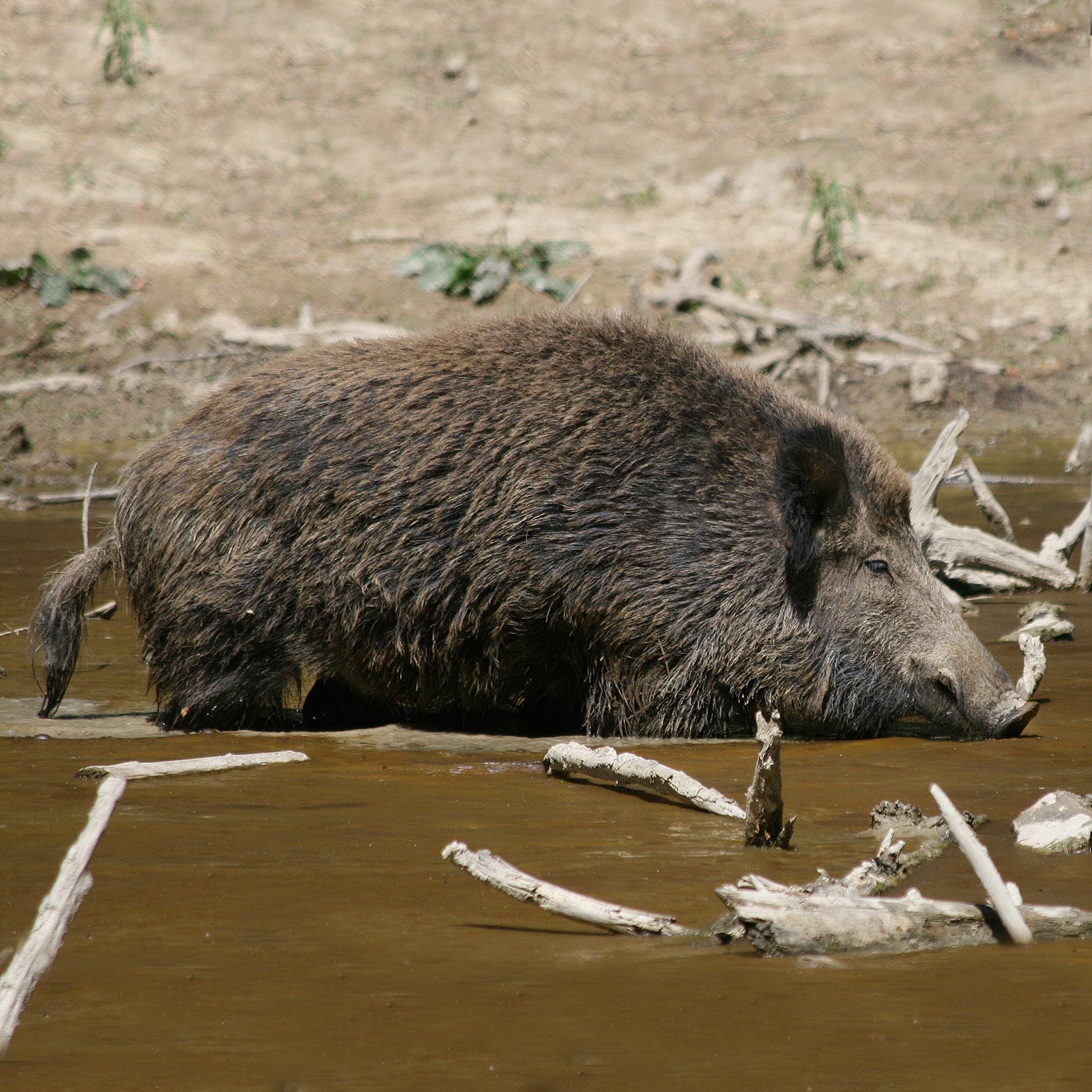
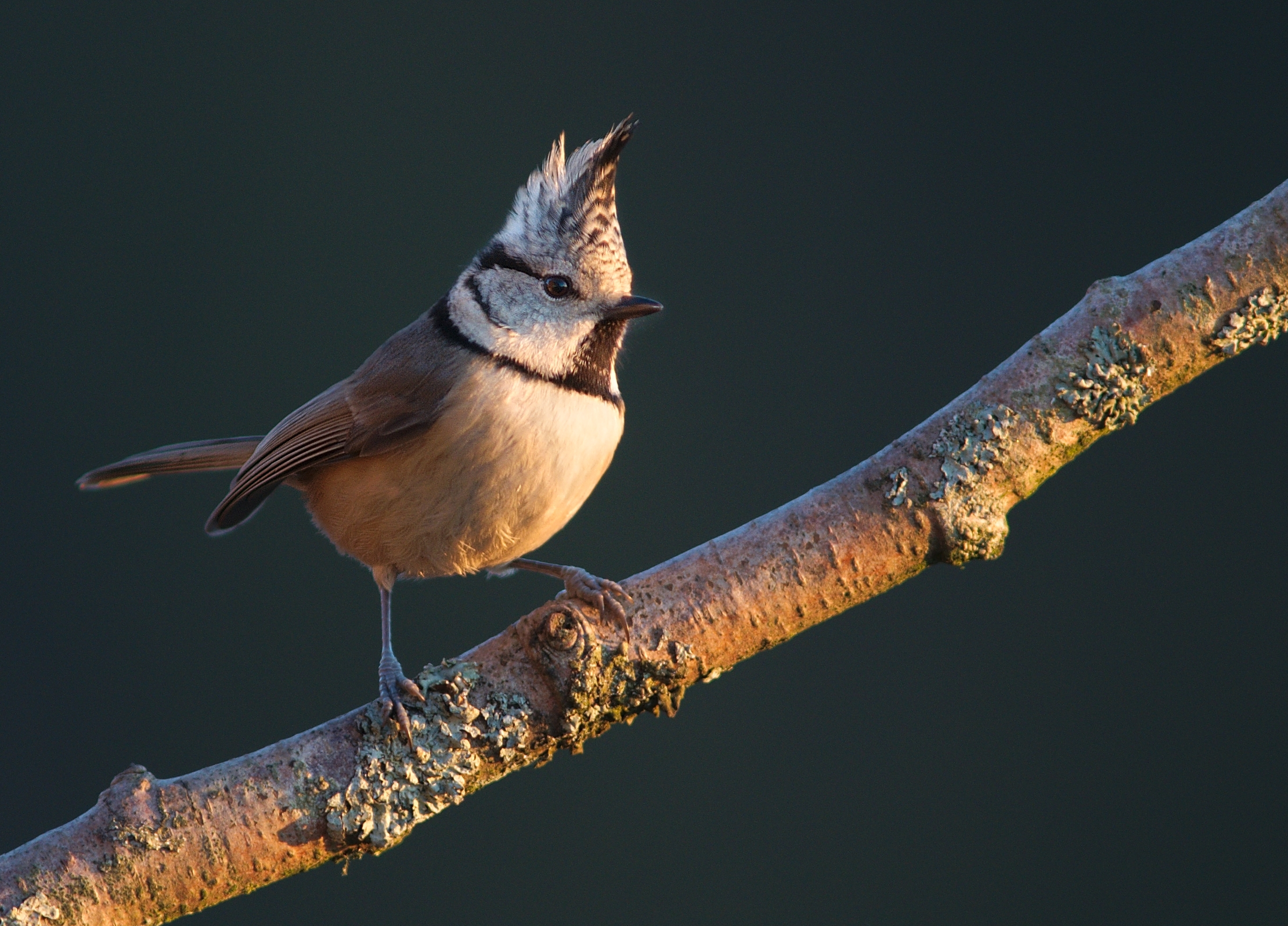
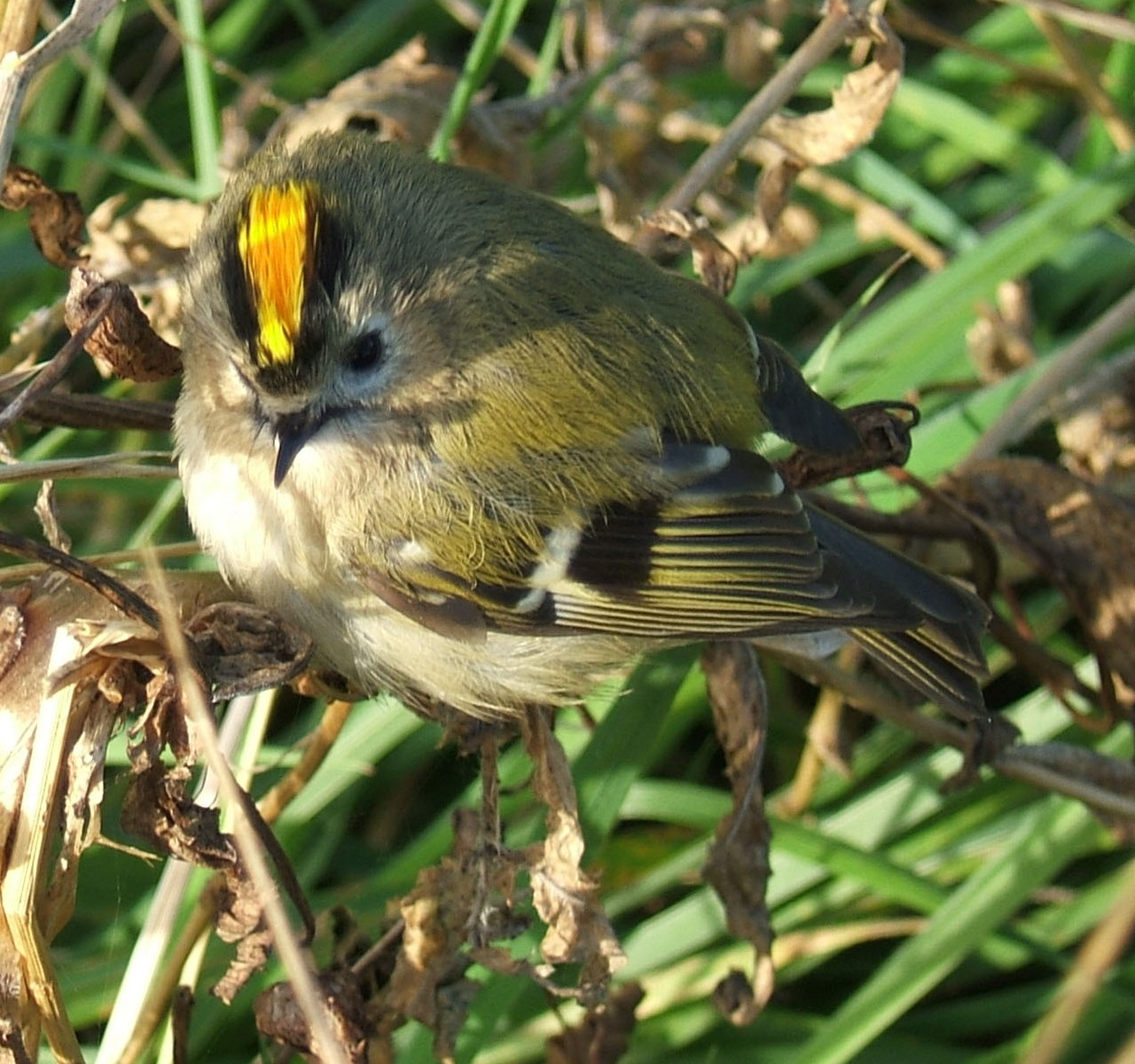
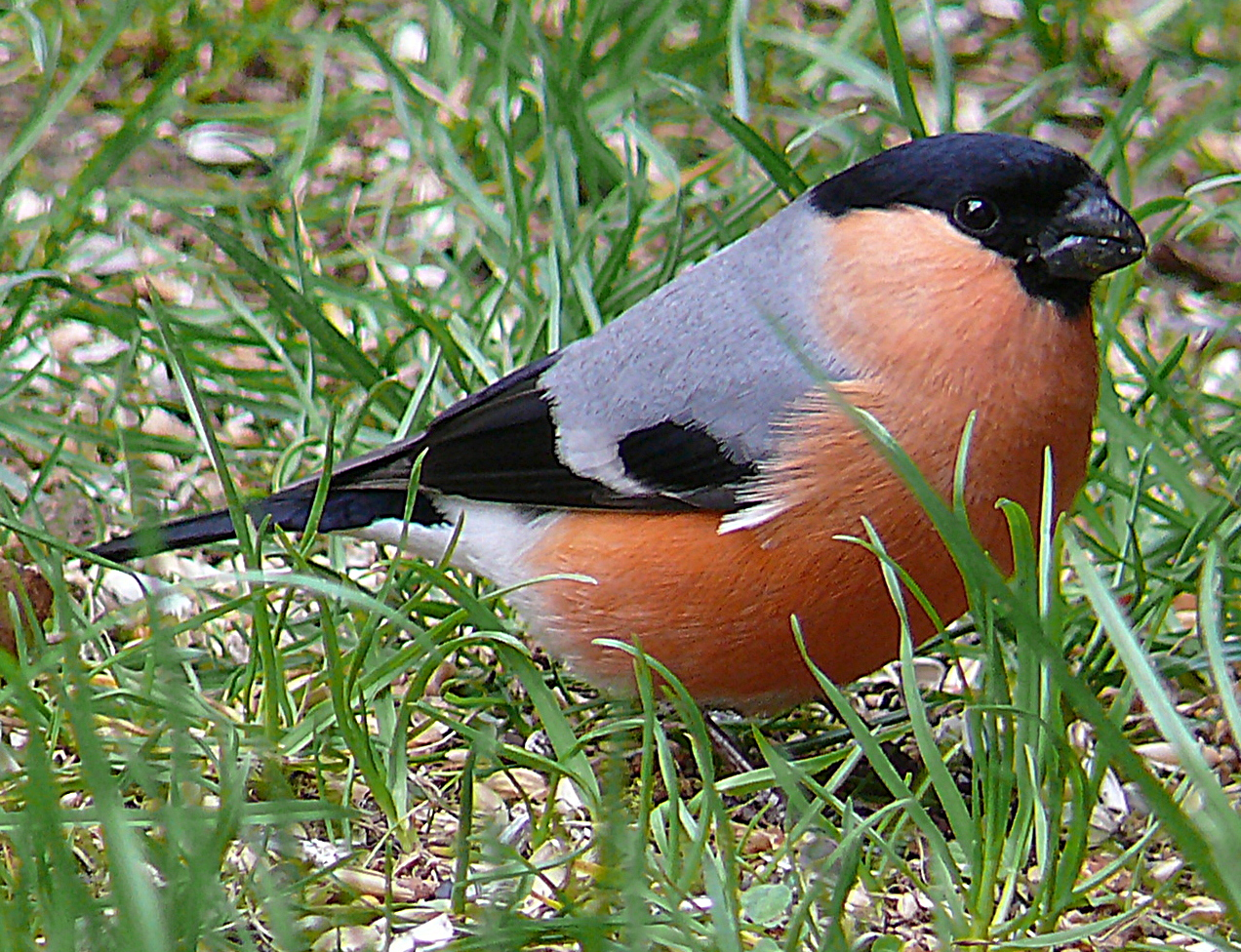
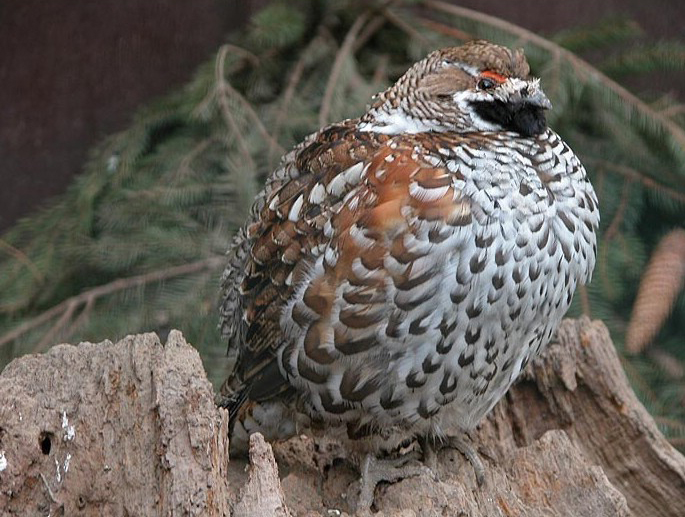
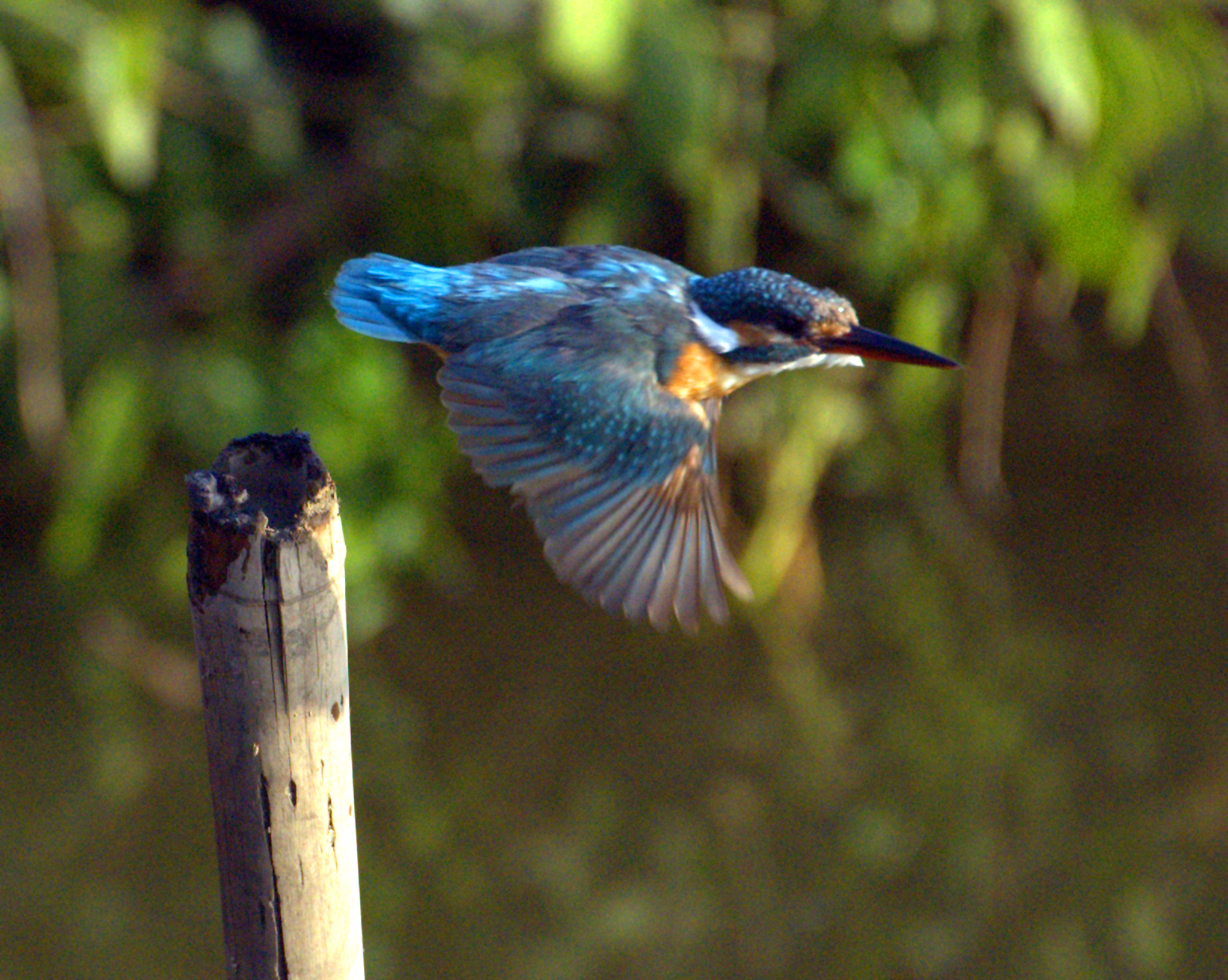
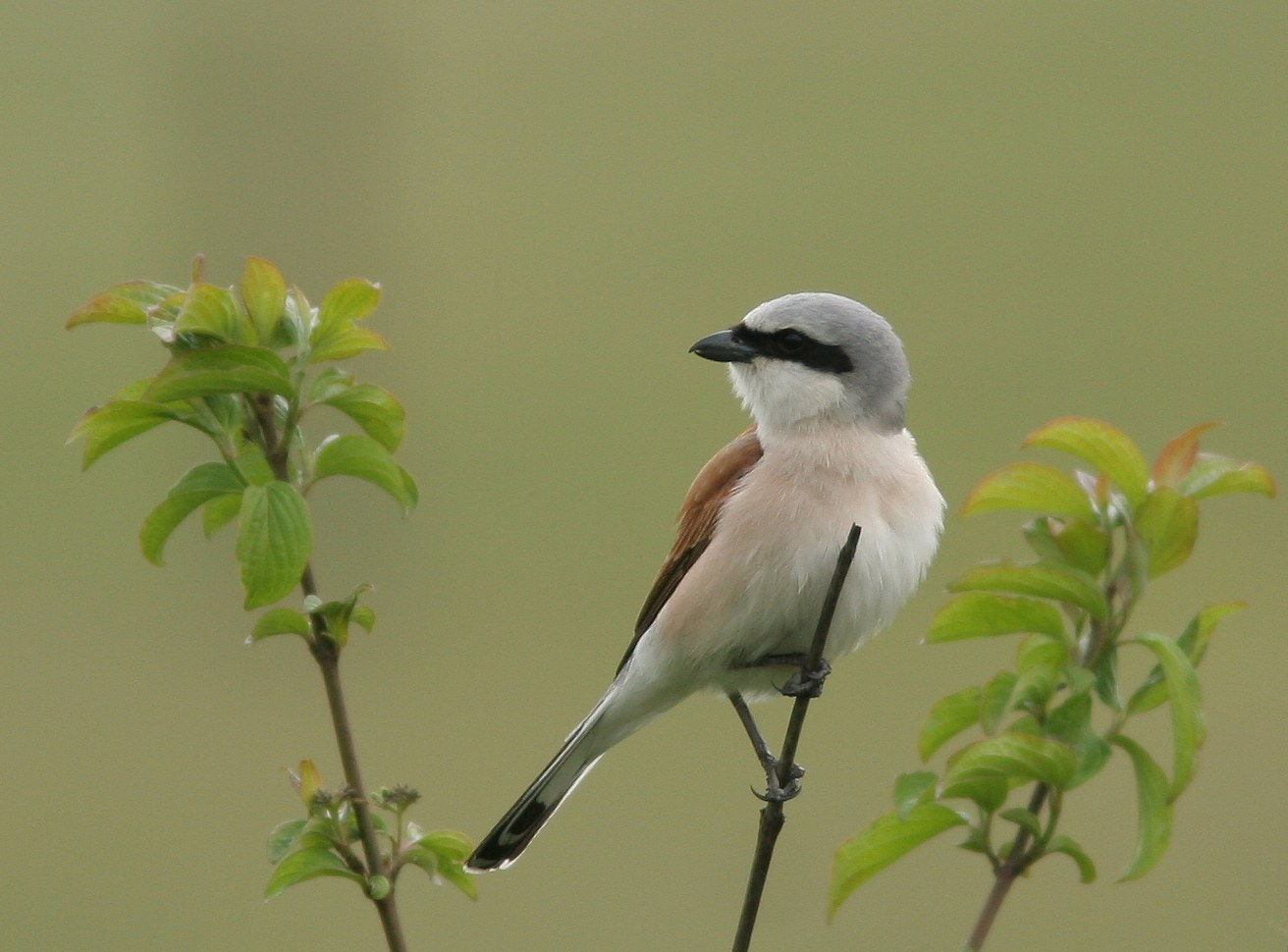
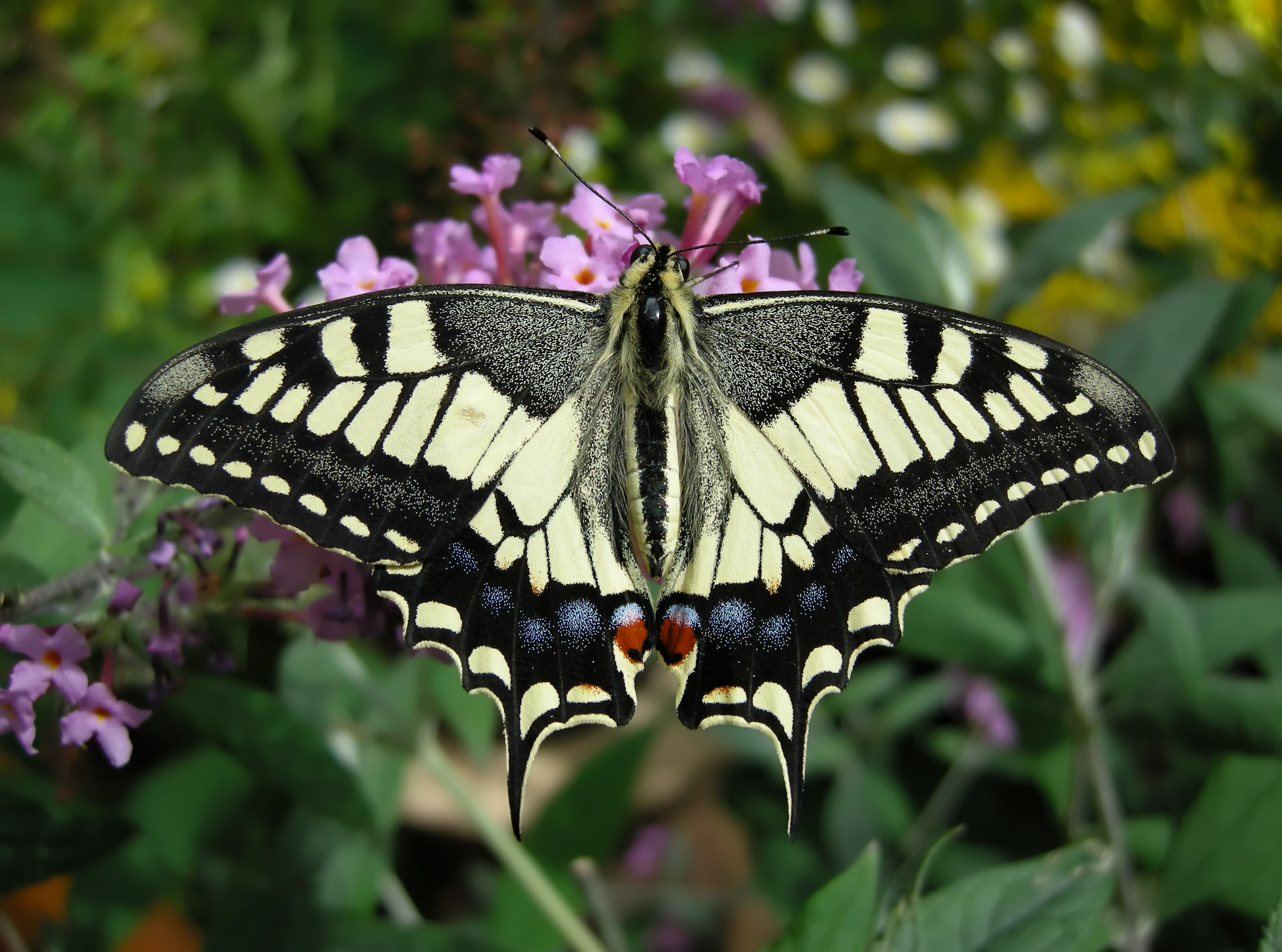
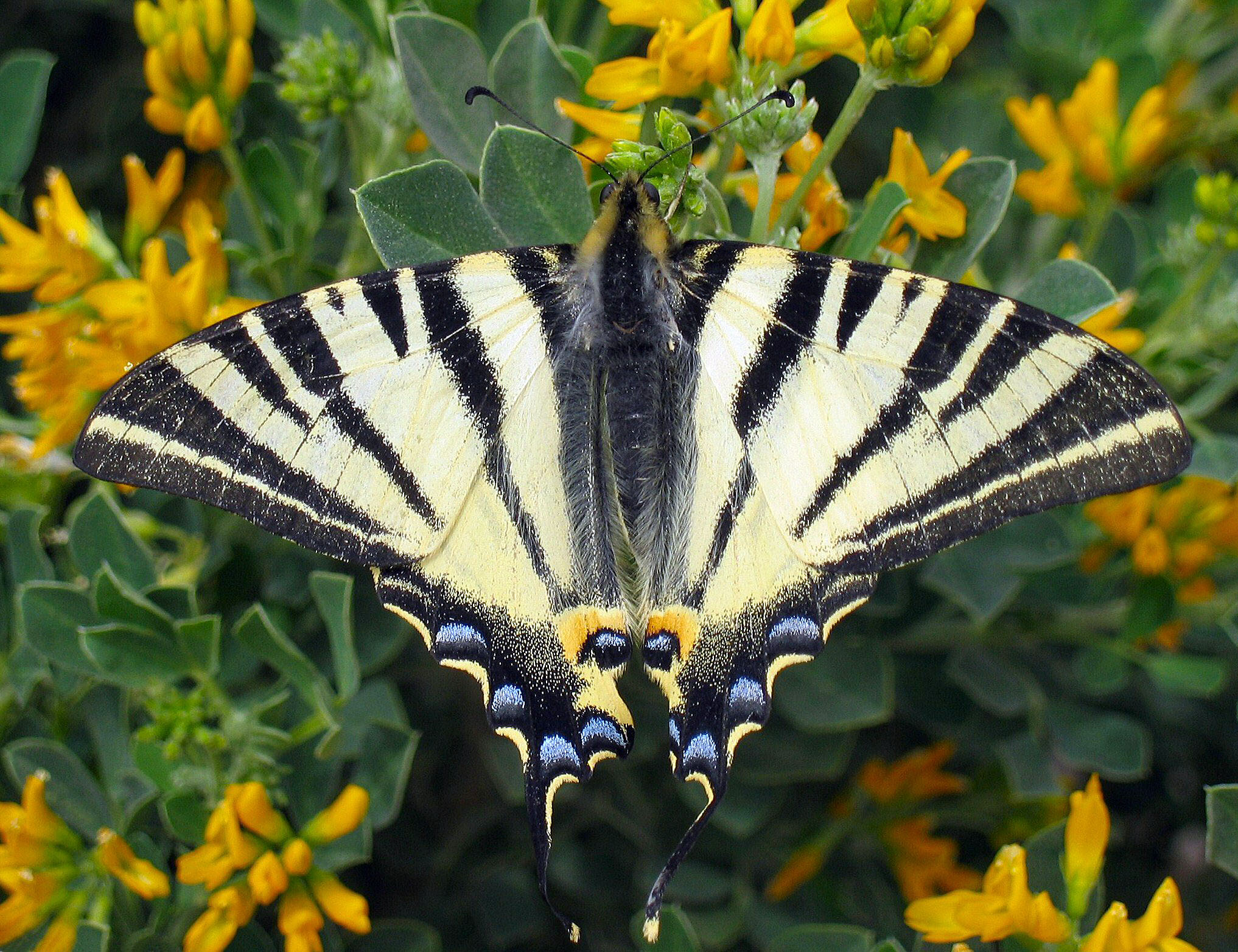
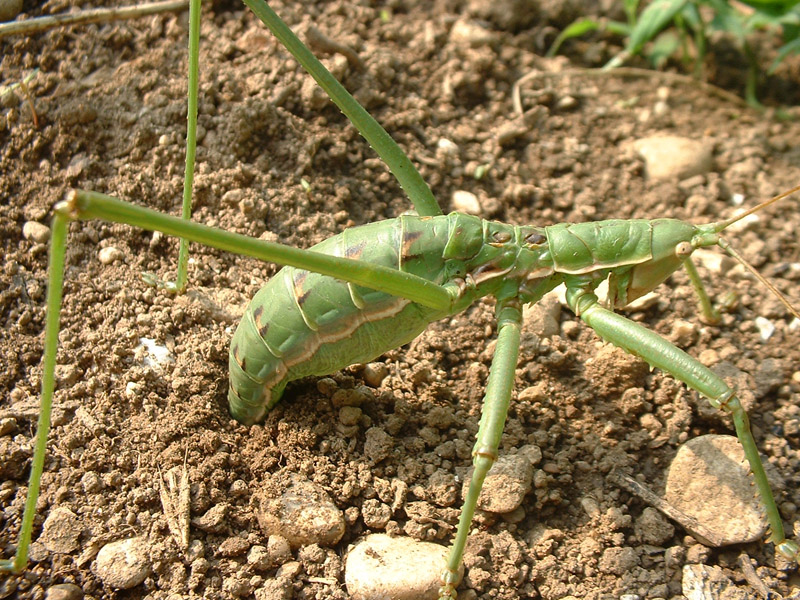
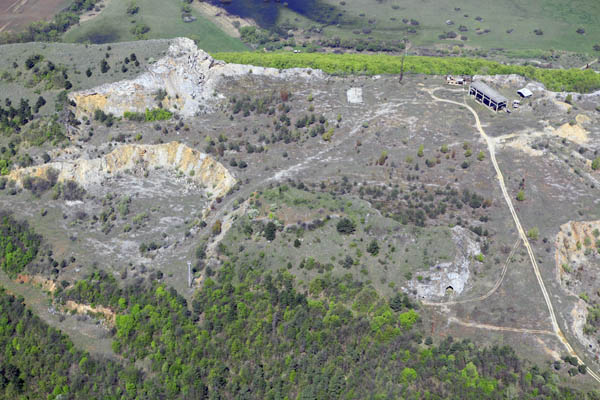